# Manabu Kitabeppu
Manabu Kitabeppu (japanisch 北別府 学 Kitabeppu Manabu; * 12. Juli 1957 in Sueyoshi, Soo-gun (heute: Soo), Präfektur Kagoshima, Japan; † 16. Juni 2023 in Hiroshima) war ein japanischer Baseballspieler.
Wegen seiner präzisen Würfe wurde er als Seimutsu Kikai (精密機械, dt. „Präzisionsmaschine“) bezeichnet.
1975 wurde er in der ersten Runde des Drafts von den Hiroshima Tōyō Carp ausgewählt. Während seiner gesamten Profikarriere von 1976 bis 1994 spielte er bei den Carp. In seine aktive Zeit fielen fünf der sechs Nippon-Series-Teilnahmen Hiroshimas und alle drei Meistertitel. Insgesamt warf Kitabeppu in 515 Spielen, davon 460 als Starter, und erzielte 213 Wins bei 141 Losses. Zweimal, 1982 und 1986, wurde er mit dem Sawamura-Preis für den besten Pitcher im japanischen Profibaseball ausgezeichnet.
Von 2001 bis 2004 war er als Pitching Coach für die Mannschaft tätig.
Am 24. August 2021 wurde ein Asteroid nach ihm benannt: (217726) Kitabeppu.